# Pseudodichromia
Pseudodichromia là một chi bướm đêm thuộc họ Erebidae.